# تلمبه زارعین باداموئیه
تلمبه زارعین باداموئیه، یک آبادی از توابع بخش مرکزی، شهرستان کرمان در استان کرمان ایران است.

## جمعیت
این آبادی در دهستان اختیارآباد قرار دارد و براساس سرشماری مرکز آمار ایران در سال ۱۳۹۵، سکنه دائم آن کمتر از ۳ خانوار بوده‌است.